# リアス・アルタス

リアス・アルタスとその流域

リアス・アルタス（ガリシア語: Rías Altas）はスペイン北西部ガリシア地方の沿岸地域を示していて、ア・コルーニャ県の北部および北西部とルーゴ県の全沿岸地域を指し、その範囲は東はアストゥリアス地方、南はフィステーラ岬に隣接する。
リアス・アルタス地域の海岸は岩盤地形が多く、そのところどころに多くの海浜が散らばっている。それらの中ではリバデオのプライア・ダス・アウガス・サンタス（別名：プライア・デ・カテドライス）がよく知られている。
岬として重要なものはスペイン最北点であるエスタカ・デ・バーレス、オルテガル岬、フィステーラ岬などがある。

## リアス

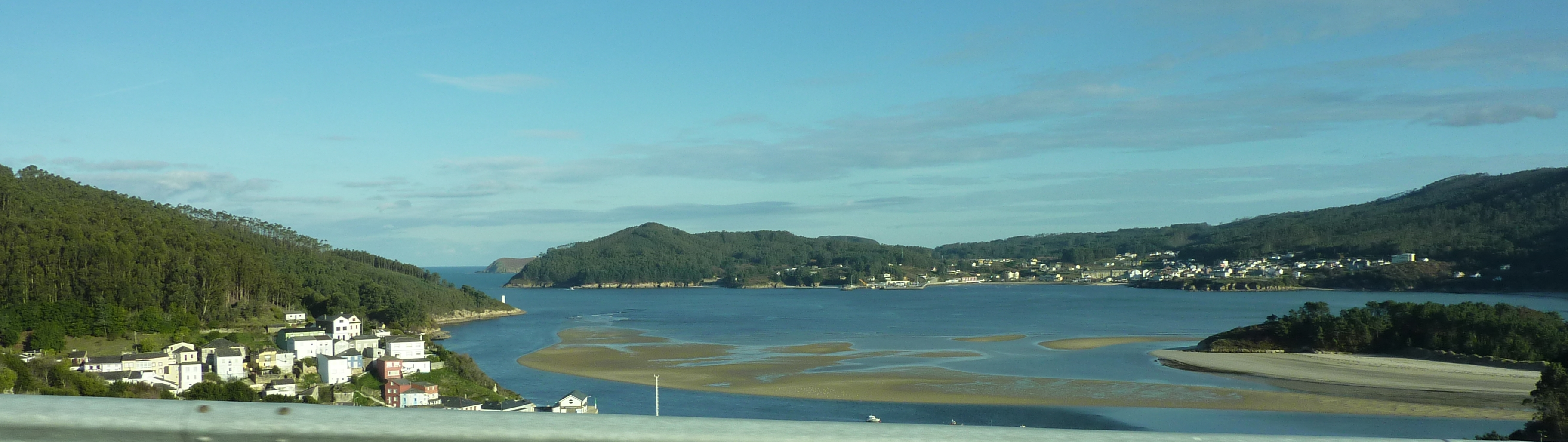
リア・ド・バルケイロ

リアス・アルタスには以下のリア（入江）がある（西から東）：
- リア・ダ・コルーニャ（リア・ド・ブルゴ）
- リア・デ・ベタンソス
- リア・デ・アーレス
- リア・デ・フェロル
- リア・デ・セデイラ
- リア・デ・オルティゲイラ
- リア・ド・バルケイロ
- リア・デ・ビベイロ
- リア・デ・フォス
- リア・デ・リバデオ

リアス・アルタス地域は2つの地域に分けられる。フィステーラ岬からア・コルーニャまでの地域はコスタ・ダ・モルテと呼ばれ、ア・コルーニャからリバデオまでの残りの地域が本来のリアス・アルタスと考える人も多い。
リアス・アルタスの海水温はリアス・バイシャスに比べ低いが、多くの浜辺が点在し、海岸地域を走る車道からはセデイラ（重要な漁港で夏季には観光でもにぎわう）までは山の影に半ば隠れるような地形が多く美しい光景が見られる。セデイラ市街地から12km（旧巡礼路では7km）の地点には、すべてのガリシア人が生涯のうち一度は巡礼しなければならないとされる聖地サント・アンドレ・デ・テイシード（Santuario de Santo André de Teixido）があり、もし生前巡礼しなかった場合には死後に家族2人に連れられて巡礼を完遂する必要があると言い伝えられている。サンティアゴ・デ・コンポステーラへの巡礼が知られる以前には、ガリシア地方で最も重要な巡礼で、現在でも巡礼道の両脇には巡礼者によって積み上げられたアミジャドイロと呼ばれる小石の山を見ることができる。「最後の審判」の日にその小石にサント・アンドレ・デ・テイシードに詣でるという誓いを果たしたものの名を言わせるためであるという。またテイシードの周囲には「恋のハーブ」（Herba de namorar、学名:Armeria maritima）が自生し、恋愛問題に効果があるといわれている 。
カペラーダ山にはオ・カボ・ド・ムンドと呼ばれる岬があり、大西洋に面する断崖絶壁ではヨーロッパ大陸一の高さであるという。またプライア・デ・オルティゲイラ自然地区、そして大西洋とカンタブリア海を分けるエスタカ・デ・バーレス岬がある。